# Isogone (Geodäsie)
Eine Isogone ist eine gedachte Verbindungslinie zwischen Orten gleicher Missweisung, also gleicher Abweichung von geographisch Nord zu magnetisch Nord. Mit Hilfe von Isogonen in Karten kann also die magnetische Nordrichtung eines Kompasses korrigiert und die tatsächliche geographische Nordrichtung bestimmt werden.
Wenn die Deklination gleich null ist, wird die Isogone auch als Agone bezeichnet.
Die gedachte Verbindungslinie zwischen Orten gleicher jährlicher Veränderung der Missweisung wird vereinzelt als Isopore bezeichnet.